# Ranulfo Fuentes Rojas
Ranulfo Amador Fuentes Rojas (Punqui, distrito de Anco, provincia de La Mar, departamento de Ayacucho, Perú, 18 de noviembre de 1940) es un poeta, compositor y profesor de lengua y literatura peruano.

## Trayectoria
Ranulfo Fuentes Rojas nació en la comunidad quechua de Punqui en el distrito de Anco de la provincia de La Mar de Ayacucho, el 18 de noviembre de 1940. Entonces toda la gente de Punqui hablaba el quechua ayacuchano, su lengua materna. Aprendió a hablar y escribir en español en la escuela. Fue a la primaria en Punqui y después en Sachacaccay. Según él, ahí aprendió amar la poesía, la música y bailar los huainos. Cuando tenía nueve años, perdió a su madre y dos años después también a su padre. Por eso no pudo terminar la primaria en Ayacucho y se mudó a Lima, donde vivió con su tío Puentes Quintanilla en el distrito del Rímac. Allí conoció a muchos músicos como Jaime Guardia, Mama Paulina, Pastorita Huaracina y Orasmo Medina. Terminó la primaria a los 14 años y empezó a trabajar en una joyería, pero le gustó mucho la música y compuso su primera canción, un vals para su madre fallecida, y participó en un concurso de Radio Belén sin éxito. En 1961 se volvió a Huamanga para hacer la secundaria, la cual terminó como el mejor alumno. En 1969 fue a la Universidad Nacional de San Cristóbal de Huamanga (UNSCH) y estudió Lengua y Literatura. Un tiempo vivió en la provincia de Víctor Fajardo, donde fue regidor de cultura de la municipalidad.
En los años 2000 vivió algunos años en Barcelona, donde también enseñó quechua ayacuchano en la asociación de vecinos de la Sagrada Familia.

## Obra literaria y musical
Ranulfo Fuentes escribe poesía, canciones y cuentos infantiles en quechua y en español, sobre todo sobre la naturaleza y la vida de la gente común. Ha compuesto la música y escrito los textos de muchos huainos peruanos. También canta y toca la guitarra. Una de sus canciones más conocidas es “El hombre” (versión quechua: Runa), que es, como dice, un “canto de la dignidad humana”, cantado por “los religiosos, los militares, los obreros”. Lo escribió en 1970, pocos meses después de una masacre por los Sinchis a unos veinte estudiantes y campesinos en Huanta y años antes del Conflicto Armado Interno del Perú en Ayacucho.

## Publicaciones
- Llaqtaypa harawin. En: Ranulfo Fuentes Rojas, Víctor Tenorio García: Llaqtaypa harawin / Musqusqa Harawikuna. Lima, Perú: Universidad Nacional Federico Villarreal, Editorial Universitaria, 2003. ISBN 9789972951626
- El cantar de Ranulfo. Lima: Lluvia Editores, 1994.
- Chalena Vásquez Rodríguez; Abilio Vergara Figueroa; Ranulfo Fuentes Rojas: Ranulfo, el hombre. Lima: CEDAP, 1990.